# Можвай (присілок)
Можва́й (рос. Можвай) — присілок в Зав'яловському районі Удмуртії, Росія.
Знаходиться на правому березі верхньої течії річки Мужвайка, на захід від присілка Леніно. На північний захід існує починок Можвай, який раніше був залізничною станцією даного присілка на Постольській вузькоколійній залізниці.
Населення — 16 осіб (2012; 56 в 2010).
Національний склад станом на 2002 рік:
- удмурти — 52 %
- росіяни — 41 %